# Talaxià
Els talaxians són una civilització humanoide en l'univers de ficció de Star Trek natius del planeta Talax al Quadrant Delta. Els talaxians van ser lliurats a l'Ordre Haakonian el 2356. Després d'una dècada de guerra va acabar pel desplegament d'una arma mortal que va matar més de 300.000 talaxians a la Rinax, una lluna de Talax. Els talaxians que van entrar en contacte amb la pluja de l'arma van patir Metremia, una mortífera malaltia de la sang.
En Neelix, va ser un talaxià que havia deixat el seu planeta natal després del conflicte amb els Haakonians, eventualment, en Neelix va descobrir una altra colònia del seu poble, i a estar a la USS Voyager.
És una tradició en la societat talaxiana per compartir la història d'un menjar abans de menjar, com una forma de millorar l'experiència culinària. També és tradició per als noms propis talaxians contenir una x (Neelix, Alixia la seva germana, la seva nova nòvia Deixa, el seu fill Brax ...).
Els talaxians són una raça relativament pacífica, els membres cooperen voluntàriament amb la tripulació de la Voyager. El comandant Paxim va participar dues vegades (una vegada per ajudar a descobrir un traïdor a ajudar els Kazon entre la tripulació de la Voyager, i més tard per ajudar a Tom Paris a reprendre la Voyager dels Kazon en l'episodi "El Chantaje". Els talaxians semblen ser molt adaptables i ràpidament esbrinar com funcionen les estacions.

## Fisiologia
Físicament els talaxians són humanoides, amb grans quantitats de color groc a marró vermellós tacat sobre els seus caps, braços i òrgans.
Els homes també tenen bigotis gingebre creixent a banda i banda de la seva cara. Aquests es desenvolupen durant la pubertat, com el pèl facial en els humans. No obstant això, els bigotis indueixen l'excitació sexual i els sentiments quan es llença.